# Encostas do Sudoeste
As Encostas do Sudoeste são uma região predominantemente em Nova Gales do Sul, na Austrália. Abrangem as encostas mais baixas do interior da Grande Cordilheira Australiana, que se estendem do norte de Cowra ao sul do estado até o oeste de Vitória. Mais de 90% da região está no estado de Nova Gales do Sul e ocupa cerca de 10% da área desse estado.